# Parafia św. Jana Kantego w Mławie
Parafia pw. św. Jana Kantego w Mławie – parafia rzymskokatolicka należąca do dekanatu mławskiego zachodniego, diecezji płockiej, metropolii warszawskiej. Poprzednio należała do dekanatu mławskiego, diecezji płockiej, metropolii warszawskiej.
Została erygowana 28 stycznia 1912 roku.

## Kościół parafialny
Obecny kościół parafialny pw. Przemienienia Pańskiego został zbudowany w latach 1977–1978.

## Zasięg parafii
W granicach parafii znajduje się dzielnica Mława-Wólka.